# GKS Jastrzębie
El GKS Jastrzębie es un club de fútbol de Polonia de la ciudad de Jastrzębie Zdrój. Fue fundado en 1962 y actualmente juega en la II Liga de Polonia, tercera categoría del fútbol polaco.

## Historia
GKS Jastrzębie (Górniczy Klub Sportowy), fue fundado en 1962 como un club multideportivo, compuesto por un equipo de fútbol, voleibol, boxeo y tenis. Durante la década de los años 60 el GKS jugó en las ligas regionales, hasta que en 1971 ascendió a la 3ª división. En la siguiente temporada quedó tercero y subió a segunda, pero no tuvo mucha suerte y en la temporada 1972/1973 bajó de nuevo a la 3ª. En la temporada de 1975/1976 llegó a los semifinales de la Copa Polaca de Fútbol, eliminando equipos como Legia Warszawa y Wisła Kraków entre otros. Tres años más tarde regresó a la 2ª División, donde en su primera temporada llegó a acumular 21 puntos en 30 partidos, lo que provocó el descenso a la categoría inferior. Sin embargo cinco años más tarde pudo volver a jugar en la 2ª, donde después de tres temporadas subió a la Ekstraklasa, sumando 43 puntos en 30 partidos.
Los aficionados no tuvieron mucho tiempo para apoyar a su equipo mientras estaba jugando contra los mejores, porque en su primera temporada en la 1.ª liga bajó a la segunda. Durante toda la década de los años 90, el GKS estuvo en 3ª División hasta que en la temporada 2001/2002 llegó una crisis y el club bajó a la 4ª. Dos años más tarde volvió a la 3ª. En la temporada 2005/2006 estuvo a punto de subir a la segunda, pero quedó tercero en la tabla y no ascendió. Por fin, después de 17 años, el GKS ha ascendido a la 2ª división polaca de fútbol, tras realizar una fantástica temporada 2006/07, en la que el equipo de la ciudad de Jastrzebie quedó primero.

## Aficionados
La media de espectadores en los partidos depende de algunios factores y se sitúa entre 1.200 a 5.500 personas en las gradas. Los mayores fanes del equipo se reúnen en la parte del estadio llamada "Pod jupiterem". Existe un club de fanes del GKS en la ciudad de Pawłowice. Los aficionados del GKS son amigos de otros fanes de los clubes de Chemik Kędzierzyn y Zawisza Bydgoszcz.